# Liste der Ramsar-Gebiete in Griechenland
Die Ramsar-Gebiete in Griechenland umfassen insgesamt zehn Feuchtgebiete mit einer Gesamtfläche von 163.501 ha, die unter der Ramsar-Konvention registriert sind (Stand April 2022). Das nach dem Ort des Vertragsschlusses, der iranischen Stadt Ramsar, benannte Abkommen ist eines der ältesten internationalen Vertragswerke zum Umweltschutz. In Griechenland trat die Ramsar-Konvention am  21. Dezember 1975 in Kraft.
Zu den Ramsar-Gebieten Griechenlands zählen verschiedenste Typen von Feuchtgebieten wie Marschland und Feuchtwiesen, Flüsse, Bäche, Süß- und Brackwasserseen, Grundwassersysteme und Süßwasserquellen, Küstenlinien und Sandbänke, Wattflächen, Lagunen und Seen.
Im Folgenden sind alle Ramsar-Gebiete Griechenlands alphabetisch aufgelistet.
| Nr. | Name des Gebiets                                             | Bild | Ramsar-Gebietsnr. | Ausweisungs- datum | Fläche (ha) | Höhe (m)  | Management- plan | Region                     | Lage                     |
| --- | ------------------------------------------------------------ | ---- | ----------------- | ------------------ | ----------- | --------- | ---------------- | -------------------------- | ------------------------ |
| 1   | Amvrakikos gulf                                              |      | 61                | 21. Aug. 1975      | 23649       | 0–250     | Ja               | Epirus                     | 39,09976° N, 20,91651° O |
| 2   | Artificial Lake Kerkini                                      |      | 58                | 21. Aug. 1975      | 10996       | 31–40     | Ja               | Zentralmakedonien          | 41,21667° N, 23,13306° O |
| 3   | Axios, Loudias, Aliakmon Delta                               |      | 59                | 21. Aug. 1975      | 11808       | 0–2       | Ja               | Zentralmakedonien          | 40,50936° N, 22,71612° O |
| 4   | Evros Delta                                                  |      | 54                | 21. Aug. 1975      | 9267        | 0–2       | Ja               | Thrakien                   | 40,79927° N, 26,05442° O |
| 5   | Kotychi lagoons                                              |      | 63                | 21. Aug. 1975      | 6302        | 0–180     | Ja               | Westgriechenland           | 38,01169° N, 21,30138° O |
| 6   | Lake Mikri Prespa                                            |      | 60                | 21. Aug. 1975      | 5078        | 852–855   | Ja               | Westmakedonien             | 40,76667° N, 21,08306° O |
| 7   | Lakes Volvi & Koronia                                        |      | 57                | 21. Aug. 1975      | 16388       | 37–75     | Ja               | Zentralmakedonien          | 40,67231° N, 23,32775° O |
| 8   | Lake Vistonis, Porto Lagos, Lake Ismaris & adjoining lagoons |      | 55                | 21. Aug. 1975      | 24396       | 0–8       | Ja               | Thrakien                   | 41,05036° N, 25,12881° O |
| 9   | Messolonghi lagoons                                          |      | 62                | 21. Aug. 1975      | 33687       | 0–440     | Ja               | Westgriechenland           | 38,34031° N, 21,1988° O  |
| 10  | Nestos delta & adjoining lagoons                             |      | 56                | 21. Aug. 1975      | 21930       | −6 bis 20 | Ja               | Ostmakedonien und Thrakien | 40,90469° N, 24,78756° O |